# Estniska flottan
Estniska flottan (estniska: Eesti merevägi) är Estlands marina stridskrafter och utgör en del av Estlands försvarsmakt. Estniska flottans huvuduppgifter är att, i samverkan med allierade marinstridskrafter, försvara Estlands viktigare hamnar och dess sjöburna kommunikationsleder samt värna om Estlands territorialhav. Estniska flottan har sin huvudsakliga inriktning mot minröjning. 

## Organisation
Den estniska flottan består av två enheter, Marinbasen och Marinflottiljen.

### Marinbasen
Marinbasen som upprättades 1997 är den estniska flottans basförband och har förlagts till Tallinns minhamn. Marinbasen har till uppgift att försvara flottans fartyg när de ligger i hamn samt förse flottans fartyg med nödvändiga förnödenheter. Marinbasen är även i övrigt ansvarig för flottans logistik. Marinbasen består av fyra avdelningar och leds av en kommendörkapten.

### Marinflottiljen
Marinflottiljen är den estniska flottans operativa förband som har sin bas i Tallinn. Till Marinflottiljens uppgifter hör att planera och utföra flottans insatser, utbilda dykare, ansvara för flottans kommunikation och organisera all utbildning inom flottan. Marinflottiljen består av Operationsstaben, Marina träningsenheten, Dykarskvadronen samt flottans örlogsfartyg. Marinflottiljen leds av en kommendörkapten. 

## Estniska flottans fartyg
Estniska flottan förfogar över tre minjakter samt ett trängfartyg.
| Namn                     | Bild              | Ursprungsland     | Klass             | Typ               | Byggd             | I tjänst (EML)    |                   |
| Minröjningsfartyg        | Minröjningsfartyg | Minröjningsfartyg | Minröjningsfartyg | Minröjningsfartyg | Minröjningsfartyg | Minröjningsfartyg | Minröjningsfartyg |
| ------------------------ | ----------------- | ----------------- | ----------------- | ----------------- | ----------------- | ----------------- | ----------------- |
| EML Admiral Cowan (M313) |                   | Storbritannien    | Sandown-klass     | Minjakt           | 1988              | 2006              |                   |
| EML Sakala (M314)        |                   | Storbritannien    | Sandown-klass     | Minjakt           | 1990              | 2008              |                   |
| EML Ugandi (M315)        |                   | Storbritannien    | Sandown-klass     | Minjakt           | 1992              | 2009              |                   |
| Trängfartyg              |                   |                   |                   |                   |                   |                   |                   |
| EML Wambola (A433)       |                   | Danmark           | Lindormen-klass   | Trängfartyg       | 1977              | 2009              |                   |